# Glorit
Glorit è una comunità rurale nella regione di Auckland. L'autostrada statale 16 percorre attraverso l'area, collegando Glorit a Tauhoa in 12 km al Nord e a Helenville a Sud.
La cittadina è stata fondata nel 1868 e ha celebrato il suo 150º anniversario nel 2018.
Due marae sono poste al Sud della zona.